# Paradoxul lui Faraday

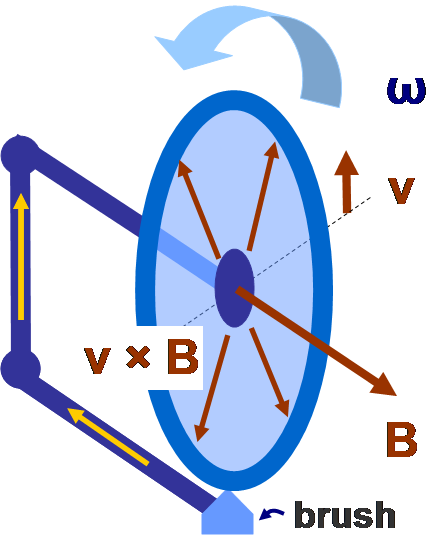
Perie perie, câmpul magnetic static B, rotația ω, componenta tangențială a acestuia v, forța Lorentz v × B.

Atunci când discul de aluminiu este rotit, se poate preleva o tensiune din voltmetru. Dacă, pe de altă parte, doar magnetul este rotit, citirea tensiunii rămâne zero. Dacă atât magnetul, cât și discul de aluminiu sunt rotite, se poate măsura o tensiune.

Paradoxul lui Faraday este un experiment descris pentru prima dată de Michael Faraday, care, la prima vedere, pare să contrazică legea inducției electromagnetice.
Dispozitivul experimental este format dintr-un magnet permanent cilindric și un disc conductor adiacent, ambele fiind dispuse să se rotească pe o axă. Axa de simetrie a magnetului și a discului coincide cu axa de rotație, iar magnetul are polarizarea în direcția axială (adică polii se află pe axă). Tensiunea electrică se măsoară pe discul dintre axă și marginea acestuia; în acest scop, pe partea exterioară a discului și în apropierea axei sunt plasate contacte glisante.
Dacă discul este rotit în timp ce magnetul este în repaus, se produce o tensiune la borne. Aceasta poate fi descrisă prin forța Lorentz sau prin regula fluxului (inducție unipolară). Tensiunea terminală apare, de asemenea, atunci când discul și magnetul sunt conectate mecanic și se deplasează împreună. Dacă, pe de altă parte, doar magnetul este mișcat, iar discul este în repaus, nu apare nicio tensiune la borne. Faraday a fost uimit de acest lucru, deoarece el presupunea că tot ceea ce conta pentru ca tensiunea să apară era ca discul să se miște împotriva magnetului.
De fapt, însă, câmpul magnetic al magnetului permanent este (în mare măsură) independent de rotația acestuia. Prin urmare, nu contează dacă se rotește sau nu. Pe de altă parte, (pentru un observator în repaus), forța Lorentz acționează asupra electronilor din disc imediat ce aceștia sunt mișcați în câmpul magnetic. Prin urmare, se măsoară o tensiune între contactele glisante staționare exact atunci când discul se rotește.
Dacă experimentul este privit nu din punctul de vedere al observatorului în repaus, ci al unui observator care se deplasează împreună cu discul (rotindu-se în jurul axei), se va măsura întotdeauna o tensiune zero între centrul și marginea discului; câmpul magnetic este independent de orice rotație a magnetului. Pe de altă parte, o tensiune de inducție va fi măsurată în circuitul dintre contactele glisante (pentru acest observator) care se rotesc, deoarece acest circuit este un conductor care se rotește în câmpul magnetic.
Acest efect, care nu este ușor de înțeles, a dus mereu la neînțelegeri și astfel, de exemplu, la diverse încercări de a construi un fel de mașină cu mișcare perpetuă, așa-numita mașină N, pe baza inducției unipolare.